# .jp
jp. هو امتداد نطاق العناوين الأعلى (TLD) لمواقع الإنترنت التي تنتمي إلى دولة اليابان.